# Misratah
32°22′N 15°05′Ø / 32.367°N 15.083°Ø
Misratah (arabisk ‏مصراته, også Misurata) er et distrikt og by i regionen Tripolitanien i den nordvestlige del af Libyen.
Misratah er hovedby for Misratah-distriktet, som i 2006 havde ca. 550.000 indbyggere. Området er et vigtigt økonomisk centrum. Distriktet grænser mod Middelhavet i nord, og mod fire andre libyske distrikter i indlandet
Misratah ligger ved Middelhavets sydkyst og befinder sig 210 km øst for hovedstaden Tripoli og 825 km vest for Benghazi. Til byområdet hører Sydrabugtens (Store Syrte) vestligste punkt Kap Misrata. Byen er beliggende i en stor oase der breder sig fra havet i nord mod øst hvor den er adskilt af en klitrække. Mod syd slutter oasen sig til ørkenen. Den indre by er præget af palmer, oliventræer, parker og moderne bygninger med brede gader.